# Ракетные катера проекта 1241
Ракетные катера проекта 1241 «Молния», по классификации НАТО — Tarantul-class corvettes — серия советских и российских ракетных катеров строившихся на судостроительных заводах СССР и РФ в 1979—1996 годах и поставлявшихся как ВМФ СССР, так и на экспорт во флота дружественных СССР государств.
В составе ВМФ СССР корабли активно эксплуатировались на всех флотах (Балтийском, Черноморском и Тихоокеанском) кроме Северного на протяжении 1980-х годов и несли службу в прибрежных водах Советского Союза. На 2011 год ракетные катера проекта 1241 и их модификации состоят на вооружении Военно-Морского Флота России и в ВМС других государств. Серия состоит из нескольких подтипов, отличающихся между собой составом вооружения и типом энергетической установки.

## История проектирования
С поступлением к началу 1970-х годов на вооружение стран НАТО боевых катеров с 76-мм артиллерией и противокорабельными ракетами малого и среднего радиуса действия («Exocet», «Oto Melara», а позднее и «Harpoon») условия боевого использования советских ракетных катеров проекта 205, вооружённых малокалиберной артиллерией, заметно усложнились. Для повышения боевой эффективности соединений советских ракетных катеров и для обеспечения нанесения ими ударов по противнику, с дистанций, превышающих дальность действия его радиотехнических средств, было решено разработать ракетно-артиллерийский корабль нового поколения.
Проектирование малого ракетного корабля проекта 1241Р было начато в 1969 году в ЦМКБ «Алмаз» под руководством Е. И. Юхнина (позже его сменил В. Н. Устинов), главным наблюдающим от ВМФ был вначале капитан 1-го ранга Ю. М. Осипов, а затем капитан 2 ранга В. И. Литовский.
В соответствии с требованиями тактико-технического задания ракетные катера проекта 1241 предназначались для уничтожения боевых кораблей, транспортов и десантных средств противника, усиления ПВО групп кораблей, транспортов, ракетных и торпедных катеров от низколетящих средств воздушного нападения, прикрытия этих групп от атак лёгких сил противника. Тактически ракетный катер проекта 1241 должен был взаимодействовать с малыми ракетными катерам проекта 205 и прикрывать их от ракетных катеров противника, вооружённых 76-мм артиллерией, для чего ракетный катер должен был обладать скоростью, позволяющей не отставать от катеров проекта 205.
Руководствуясь этими требованиями заказчика — ВМФ СССР — ЦМКБ «Алмаз» в 1971 году представило два аванпроекта корабля с полным водоизмещением не более 500 тонн с главным ракетным комплексом из четырёх противокорабельных ракет «Москит». Особое внимание конструкторов при разработке обоих вариантов было обращено на использование многофункционального малогабаритного радиолокационного комплекса (РЛК), способного обеспечить боевое использование всех оружейных систем корабля. Первый вариант проекта должен был оснащаться РЛК «Гравий-М», уже успешно прошедшим первые испытания, а второй — РЛК «Монолит», находившимся в стадии разработки. В итоге, в качестве РЛК нового корабля был выбран комплекс «Монолит», так как он имел, в отличие от комплекса «Гравий-М» режимы УСБД и каналы приёма целеуказания от системы «Успех-У». Ракетный катер должен был оснащаться зенитным ракетным комплексом «Оса-М», но позднее, для обеспечения требуемых параметров остойчивости в заданных пределах полного водоизмещения и заданной 40-узловой скорости (установка ЗРК препятствовала её достижению), было принято решение ЗРК на корабли проекта не устанавливать. Задача прикрытия ракетных катеров проекта в прибрежной зоне от авиации противника возлагалась на советскую морскую авиацию; обеспечение зональной ПВО из списка боевых задач корабля исключили, а проект перевели из подкласса малых ракетных кораблей в подкласс больших ракетных катеров.
Уже в 1973 году вышло Постановление Правительства СССР, предусматривающее создание нового большого ракетного катера с противокорабельным ракетным комплексом «Москит», улучшенными тактико-техническими характеристиками, боевыми средствами самообороны и средствами радиоэлектронной борьбы, а также улучшенной обитаемостью и увеличенной автономностью. Проект 1241 реализовывался как система боевых катеров и благодаря заложенным в него принципам межпроектной унификации предусматривал постройку в едином корпусе ракетных, противолодочных и сторожевых катеров как для советского Военно-Морского Флота, так и на экспорт, в дружественные СССР страны. Учёт этого обстоятельства и разное состояние готовности основных комплектующих изделий (ПКР, ГЭУ и радиотехнического вооружения) должны были привести к разработке ряда модификаций проекта 1241 с общим корпусом и энергетикой. Фактически же предложение главного конструктора о межпроектной унификации реализовано не было:
Проект 12411 (ракетный) и 12412 (противолодочный) получились не только с различным вооружением, но и с разной энергетикой и корпусами. Причём, один назывался «катер», второй — «корабль». По указанной причине и пограничный вариант фактически не состоялся — он попросту повторил противолодочный.

## История строительства
Постройка головных катеров двух основных модификаций была поручена производственному объединению «Алмаз». Строительство серии ракетных катеров проекта 12411-Т и 12411-М осуществлялось с 1979 года практически одновременно на трёх судостроительных заводах СССР. До конца 1991 года для ВМФ СССР был построен 41 ракетный катер этого проекта: 12 катеров проекта 12411-Т (по 4 постройки Приморского, Хабаровского и Средне-Невского судостроительных заводов), 31 ракетный катер проекта 12411 (17 катеров постройки Хабаровского ССЗ, 13 катеров постройки Средне-Невского ССЗ) и 1 катер проекта 12417 (Средне-Невский ССЗ). К 1991 году в постройке находилось ещё 6 катеров проекта 12411 с готовностью от 28 % до 93 %, запланированных к достройке до 1996 года. Один катер проекта 12411-Т уже в ходе строительства был построен по проекту 12417 (30-мм автоматы были заменены на корабле одним ЗРАК «Кортик» и РЛС обнаружения воздушных целей МР-352 «Позитив» в целях отработки этого вооружения).
На заводах в Рыбинске и Ярославле строились катера проекта 1241РЭ, предназначенные на экспорт в страны социалистического лагеря. Всего по этому проекту было построено 22 ракетных катера (по 5 для ГДР и Индии, 4 для Польши, 3 для Румынии, по 2 для Болгарии и Йемена, 1 для Вьетнама); три катера проекта 1241РЭ служили в составе ВМФ СССР в качестве кораблей для обучения иностранных экипажей. На экспорт строился и 1 недостроенный ракетный катер проекта 12421. Кроме этого, Индией была приобретена лицензия на право постройки ракетных катеров проекта 1241 на двух судостроительных заводах — в Бомбее и Гоа

## Конструкция

### Корпус и надстройка
Корпус ракетного катера — гладкопалубный, выполнен из стали, имеет небольшую седловатость и комбинированные обводы. Восемью водонепроницаемыми переборками разделён на девять отсеков. Надстройки катера (за исключением газоотбойников) изготовлены из лёгких сплавов. Главные механизмы располагаются в двух смежных отсеках в кормовой части корпуса.
Главные размерения ракетного катера: длина корпуса — 56,1 м, наибольшая ширина — 10,2 м. Осадка по корпусу — 2,5 м (2,3 м для катеров проекта 1241РЭ), по винтам при полной осадке — 3,60 м, осадка эксплуатационная (для проекта 12421) — 2,55 м. Водоизмещение у различных модификаций проекта несколько различается, но лежит в пределах 500 тонн. Высота борта на миделе — 5,31 м.

### Энергетическая установка

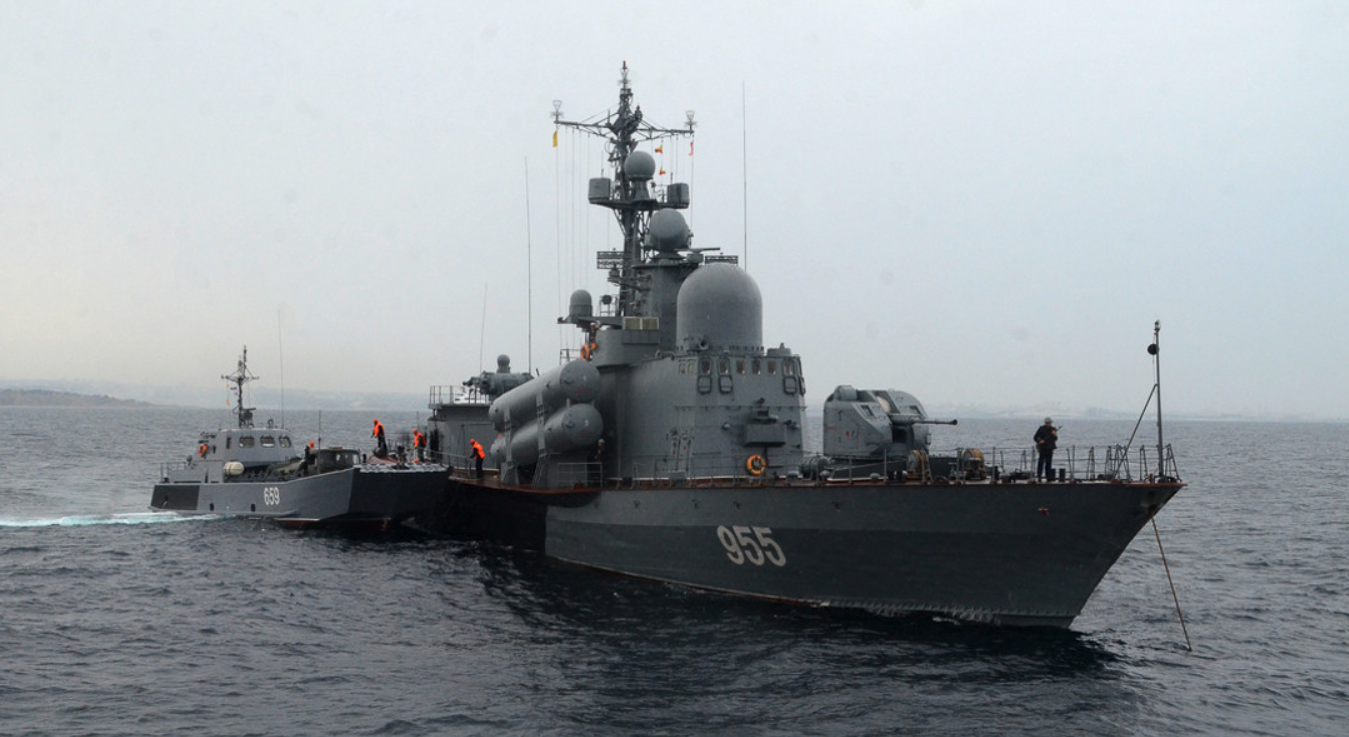
Ракетный катер проекта 1241 Черноморского флота России

Из-за задержки с разработкой дизель-газотурбинной энергетической установки (ЭУ) первые катера проекта 1241.1, 1241РЭ, 12417 оснащались двухвальной газо-газотурбинной ЭУ (газо-турбозубчатым агрегатом) М-15, состоящей из двух форсажных турбин типа М-70 мощностью по 12 000 л. с. каждая, двух маршевых турбин типа М-75 мощностью по 5000 л. с. и четырёх редукторов. Обладая рядом достоинств, в том числе большей экономичностью, газо-газотурбинная энергетическая установка оказалась неудобной для управления катером на малых ходах и, особенно, при швартовках. Главные двигатели работают каждый на свой гребной винт фиксированного шага. Максимально развиваемая катерами с газо-газотурбинной ЭУ скорость — 42 узла, экономическая — 13 узлов. Дальность плавания: полным ходом — 760 морских миль, экономическим ходом — 1400 морских миль.
Энергетическая установка ракетных катеров проекта 12411, 12418, 12421 — двухвальная дизель-газотурбинная. Она состоит из двух форсажных турбин типа М-70 мощностью по 12 000 л. с. и двух маршевых дизельных агрегатов М-510 мощностью 4 000 л. с. (каждый из дизельных агрегатов состоит из дизеля М-504 с двухскоростным редуктором и гидротрансформатора). Главные двигатели работают каждый на свой гребной винт фиксированного шага. Скорость максимальная — 41 узел, экономическая — 14 узлов. Дальность плавания: 36-узловым ходом — 400 морских миль, экономическим ходом — 1600 морских миль, 12-узловым ходом — 2400 морских миль.
На катерах всех проектов установлены два дизель-генератора ДГ-200 мощностью по 200 кВт каждый и один дизель-генератор ДГР-75 мощностью 100 кВт.

### Общекорабельные устройства
Рулевое устройство

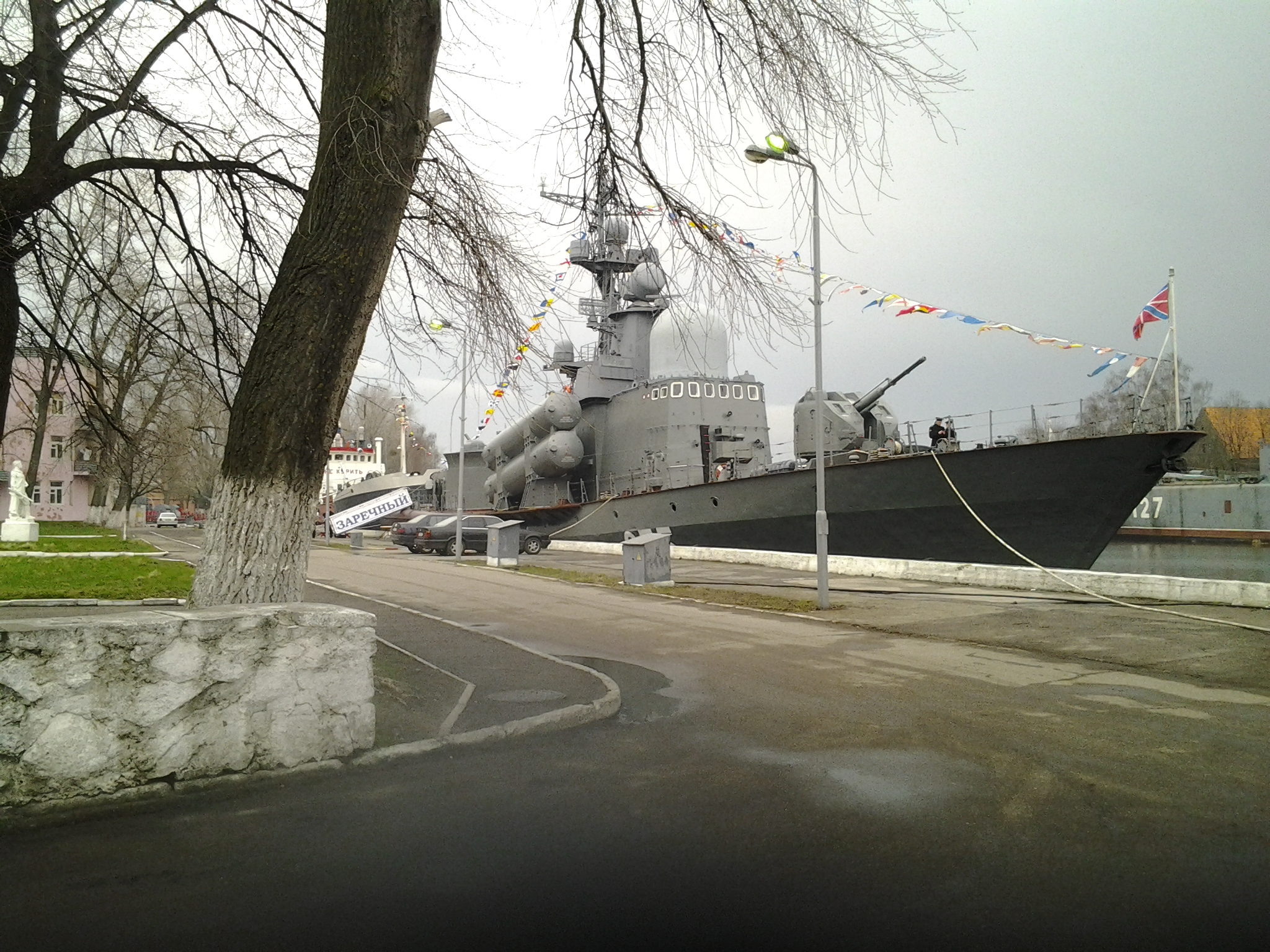
катер «Заречный» нос

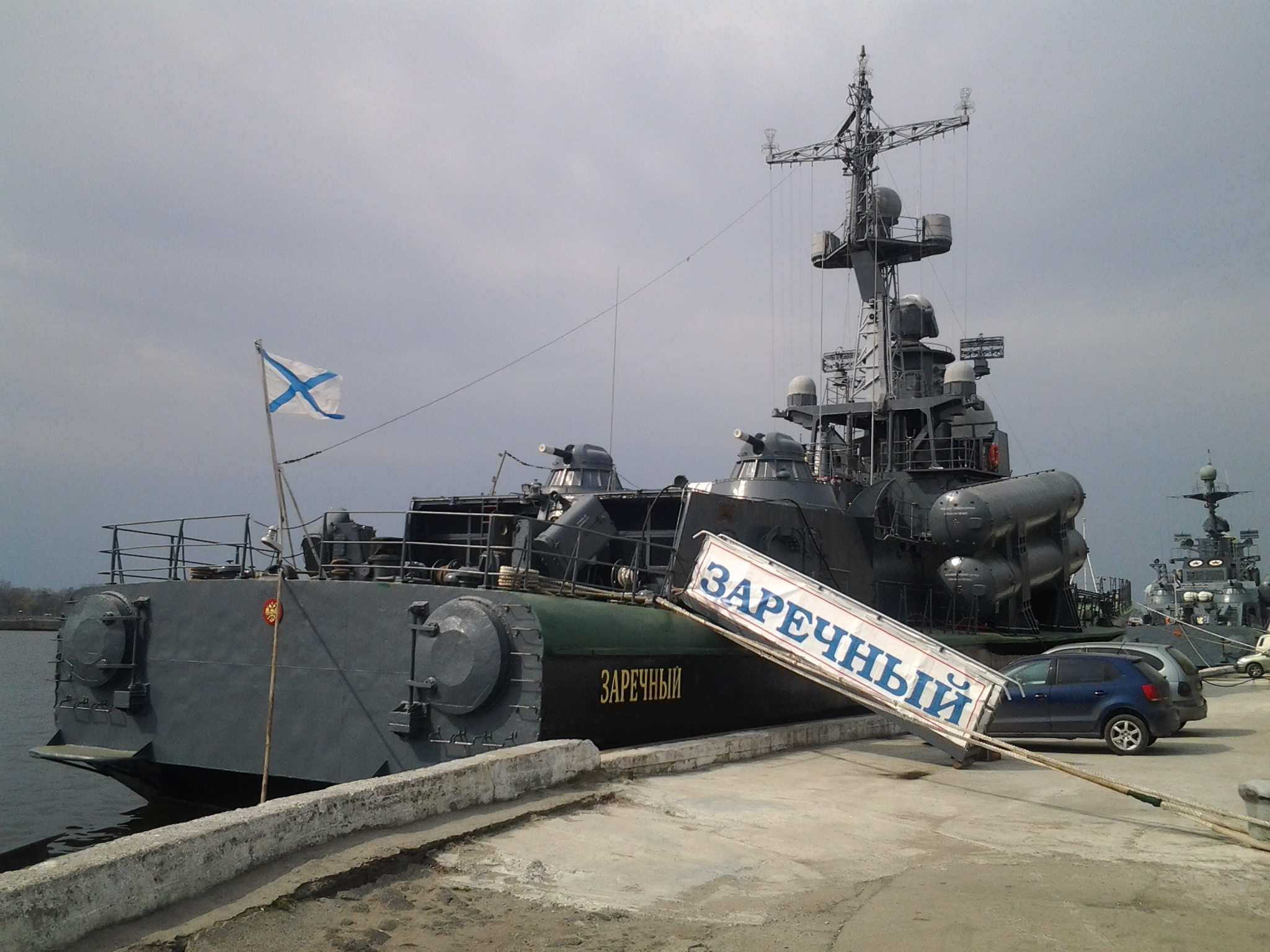
катер «Заречный» корма

В состав винторулевой группы катеров проекта 1241 входят два винта фиксированного шага.
Швартовное, якорное и буксирное устройства
На баке размещён носовой электро-гидравлический шпиль для стравливания и выборки якорной цепи, а также для швартовки носовой части корабля. На юте находится электро-механический шпиль для швартовки кормовой части. Всего на корабле имеется четыре швартовые вьюшки.
Спасательные устройства
Спасательные устройства на катерах проекта 1241 представлены пятью спасательными плотами, три из которых размещены на крыше первого яруса надстройки (в кормовой её части, между автоматами АК-630), и два — в нос от ходовой рубки.

### Мореходность
Мореходные качества катера обеспечивают безопасное плавание на пониженных скоростях при состоянии моря до 7—8 баллов.

### Обитаемость
Экипаж катеров проекта 1241.1 — 41 человек (на катерах проекта 12411 он уменьшен до 40), в том числе 5 офицеров, включая командира. Командир размещается в двухместной каюте, расположенной на первом ярусе надстройки (под ходовой рубкой) с левого борта. Остальные офицеры размещаются в четырёх двухместных каютах побортно. Матросы живут в трёх кубриках, располагающихся под главной палубой в носовой части катера. Носовой кубрик (на семь двухместных коек) расположен в нос от шахты боезапаса артиллерийской установки АК-176, два остальных кубрика, меньшей вместимости чем первый, размещены побортно сзади и вбок от шахты боезапаса АУ АК-176. Столовая личного состава размером 5×4 метра расположена на главной палубе в районе юта.
Автономность корабля по запасам провизии — 10 суток. Для хранения провизии оборудованы кладовые помещения, расположенные на главной палубе в районе бака в нос от матросских кубриков; под шахтой боезапаса АУ АК-176 находится цистерна пресной воды.

## Вооружение

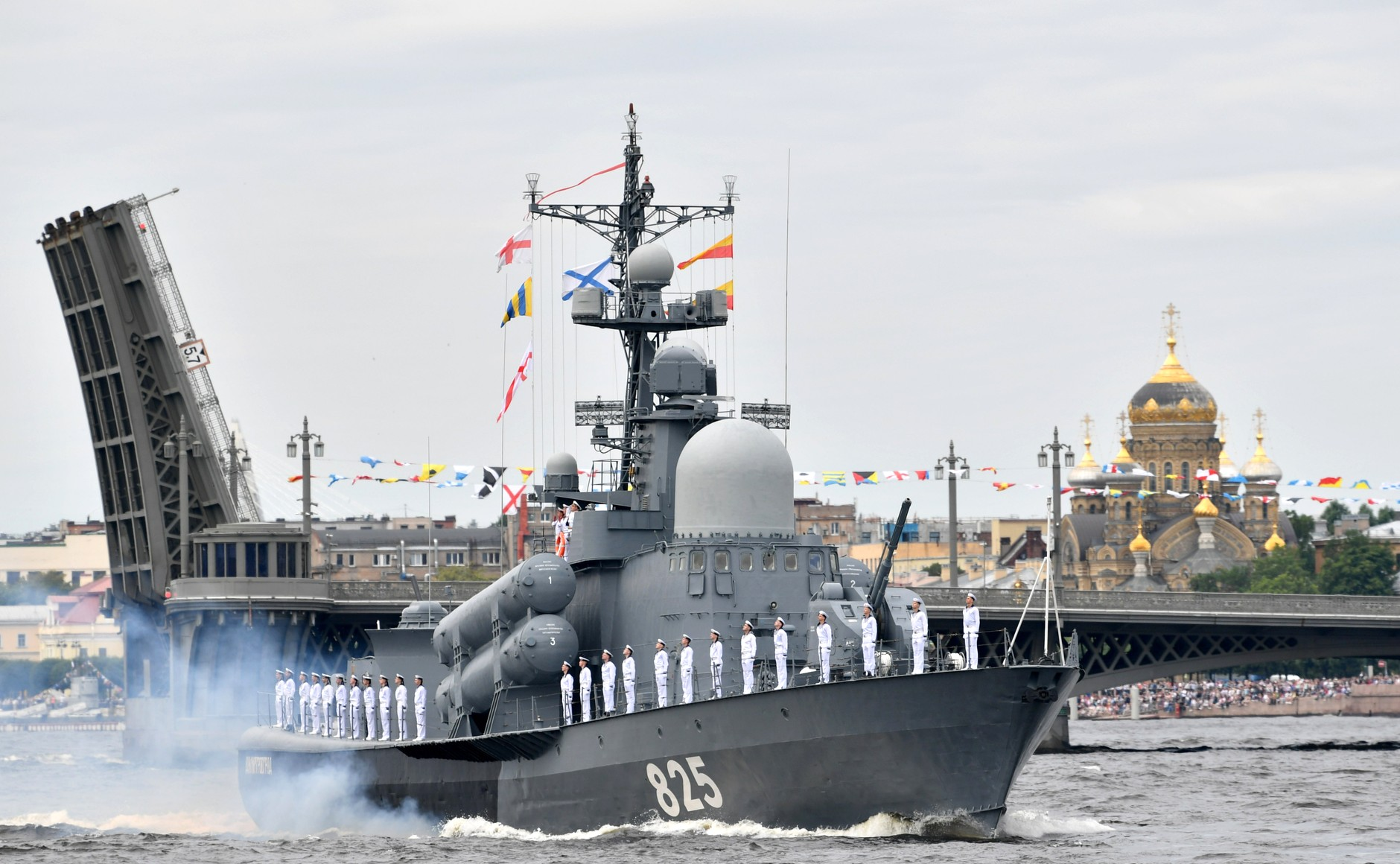
Ракетный катер проекта 12411 «Димитровград». Главный военно-морской парад, 25 июля 2021 год

### Противокорабельное вооружение
В состав вооружения катеров проекта 12411-Т входило четыре крылатых противокорабельных ракеты П-15 «Термит», катера проекта 12411-М были вооружены аналогичным числом противокорабельных ракет П-270 «Москит», размещённых в двух спаренных пусковых установках КТ-152 с находящимися друг над другом трубчатыми контейнерами. Ракеты размещены побортно на верхней палубе в двух спаренных ненаводящихся нестабилизированных, небронированных неамортизированных стартовых пусковых установках контейнерного типа. ПУ имеют постоянный угол возвышения, а их оси расположены под углом к диаметральной плоскости.

### Зенитное ракетное вооружение
Для частичной компенсации значительной уязвимости ракетных катеров проекта с воздуха, на них в качестве зенитного вооружения установлен зенитно-ракетный комплекс ближней самообороны «Стрела-3» (боекомплект — 16 ЗУР) или «Игла» (с аналогичным боекомплектом). ЗРК размещён на корме и представляет собой стабилизированную морскую тумбовую установку с четырьмя направляющими для зенитных ракет.

### Артиллерийское вооружение
Артиллерия ракетных катеров проекта 1241 представлена одной одноствольной автоматической 76/59 артиллерийской установкой башенного типа АК-176, расположенной в носовой части верхней палубы. Боезапас АУ — 152 выстрела. Башня АУ изготовлена из алюминиево-магниевого сплава АМг-61 толщиной 4 мм. Расчёт — 2 человека (4 человека в режиме ручной подачи боеприпасов). Масса АУ — 10,45 т.
На кормовой надстройке катеров проекта 1241 для борьбы с низколетящими противокорабельными ракетами размещены две шестиствольные 30/54 АУ АК-630М с двумя ленточными магазинами на 2000 патронов и запасной лентой в 1000 патронов каждый. Вес АУ без боезапаса и ЗИП составляет 1,85 т. Полный вес автомата с системой управления — 9114 кг. Дальность стрельбы — 4000 м. В нормативном режиме стрельба ведётся 4-5 очередями по 20-25 выстрелов начиная с предельной дальности, на дистанции наиболее эффективного огня огонь ведётся очередями по 400 выстрелов с перерывом между очередями в 3-5 секунд.

### Радиотехническое вооружение

#### Радиолокационный комплекс и системы целеуказания
Активное и пассивное обнаружение целей, обеспечение выработки и выдачи целеуказания в КСУ, решение навигационных задач и управление совместными боевыми действиями на кораблях проекта 1241 ведётся радиотехнической комплексной системой (радиолокационным комплексом) «Монолит-Т» (модернизированный вариант комплекса «Титанит»), размещённой на крыше ходовой рубки под большим цилиндрополусферическим обтекателем антенны активного канала. Первые ракетные катера проекта, в том числе головной катер «Р-5», а также все экспортные катера не имели комплекса целеуказания «Монолит» и вместо него оснащались РЛС «Гарпун» (экспортные — РЛС «Гарпун-Э»). Ракетные катера проекта 12411-Т комплектовались РЛК «Монолит» с применением прибора управления стрельбой «Коралл» от комплекса «Термит».
На надстройке катеров в районе мачты размещена РЛС управления артиллерийским огнём МР-123/176 «Вымпел».

#### Средства радиотехнической разведки и радиоэлектронной борьбы
Ракетные катера проекта 1241 вооружены системой радиоэлектронной борьбы (РЭБ) «Вымпел-Р2», обеспечивающей РЭБ ракетного катера способом постановки активных радиоэлектронных помех.
Для целей РЭБ ракетные катера проекта 1241 оснащены также двумя шестнадцатиствольными дистанционно управляемыми пусковыми установками ПК-16 для постановки пассивных помех, ведущими стрельбу 82-мм снарядами с дипольными отражателями или тепловыми ловушками. Боезапас — 128 82-мм снарядов. Пусковые установки ПК-16 размещаются побортно в кормовой части верхней палубы. Также возможна установка на катерах до четырёх ПУ ПК-10, для чего зарезервированы фундаменты в кормовой части корабля (в районе воздушно-вентиляционных шахт машинных отделений между надстройкой и батареей АУ АК-630М), а также фундаменты, расположенные между ходовой рубкой и АУ АК-176.
На надстройку катеров в процессе их среднего ремонта устанавливаются датчики системы предупреждения о лазерном облучении «Спектр-Ф».

#### Система государственного опознавания
Ракетные катера проекта 12411-М и 1241РЭ оборудованы системой государственного опознавания, представленной станцией «Пароль-3». Антенный пост размещён на катерах проекта 12411-М в передней части надстройки (перед мачтой, снизу от РЛС «Вымпел»). На катерах модификации 1241РЭ он размещается непосредственно на топе фок-мачты, позади от АП РЛС «Гарпун-Э».

### Навигационное и штурманское вооружение
Навигационное вооружение катеров проекта 12411-Т представлено навигационной РЛС «Кивач-2» (антенный пост расположен над ходовой рубкой), а катеров проекта 12411-М — навигационной РЛС «Печора» (антенный пост расположен в средней части надстройки спереди от РЛС «Вымпел»). Кроме того все катера комплектуются гирокомпасом «ГКУ-1», автопрокладчиком курса «АП-5», эхолотом «НЕЛ-М-3Б» и лагом «ЕЛ-1».

## Представители проекта

### Ракетные катера проекта 1241.1 (12411-Т), 1241РЭ и 12417
| №  | Название                                        | Верфь              | Зав. № | Дата закладки | Спуск на воду | Ввод в строй | Флот             | Состояние                                             |
| -- | ----------------------------------------------- | ------------------ | ------ | ------------- | ------------- | ------------ | ---------------- | ----------------------------------------------------- |
| 1  | «Р-5» («Калининградский комсомолец» до 02.1992) | Приморский ССЗ     | 401    | 1977          |               | 30.01.1979   | БФ, КФл          | Списан 10.04.2002. С 02.1992 — «Р-49»                 |
| 2  | «Р-255»(«Кировский комсомолец» до 02.1992)      | Приморский ССЗ     | 403    |               | 1979          | 30.12.1980   | БФ               | Списан 10.04.2002.                                    |
| 3  | «Р-256»(«Полтавский комсомолец» до 02.1992)     | Приморский ССЗ     | 404    |               |               | 1982         | ЧФ, ВМС Болгарии | С 15.12.1990 «Мълния». В строю                        |
| 4  | «Р-6»                                           | Приморский ССЗ     | 405    |               |               | 30.12.1983   | БФ               | Списан 10.04.2002.                                    |
| 5  | «Р-26»                                          | Рыбинский ССЗ      | 01710  |               |               | 30.03.1981   | БФ               | Списан 10.04.2002. Проект 1241РЭ.                     |
| 6  | «Р-42»                                          | Хабаровский ССиМЗ  | 901    |               |               | 30.03.1983   | ТОФ              | Списан 03.05.2001.                                    |
| 7  | «Р-45»                                          | Хабаровский ССиМЗ  | 902    |               |               | 26.12.1983   | ТОФ              | Списан 04.08.1995.                                    |
| 8  | «Р-69»                                          | Хабаровский ССиМЗ  | 903    | 1980          |               | 30.09.1984   | ТОФ              | Списан 04.08.1995.                                    |
| 9  | «Р-79»                                          | Хабаровский ССиМЗ  | 904    | 1980          |               | 19.12.1984   | ТОФ              | Списан в 2022 году.                                   |
| 10 | «Р-54»(«Краснодарский комсомолец» до 02.1992)   | Средне-Невский ССЗ | 200    | 21.04.1981    | 18.12.1982    | 30.12.1983   | ЧФ, ВМС Украины  | Списан в 2023 году. C 15.03.2002 U155 «Приднепровье». |
| 11 | «Р-71» «Шуя»                                    | Средне-Невский ССЗ | 201    | 12.08.1981    | 14.09.1983    | 10.06.1985   | ЧФ               | Списан в 2023 году. Проект 12417.                     |
| 12 | «Р-63»(«Куйбышевский комсомолец» до 02.1992)    | Средне-Невский ССЗ | 202    | 19.11.1981    | 23.12.1983    | 31.08.1985   | ЧФ, ВМС Украины  | Списан 7.11.2012. С 15.08.1997 U156 «Кременчуг».      |
| 13 | «Р-101» «Ступинец»                              | Средне-Невский ССЗ | 203    | 04.08.1982    | 27.06.1984    | 30.09.1985   | КФл              | Списан в 2023 году.                                   |
| 14 | «Р-129» «Кузнецк»                               | Средне-Невский ССЗ | 204    | 03.02.1983    | 19.11.1984    | 28.12.1985   | БФ               | Списан в 2023 году.                                   |
| 15 | «Р-257»                                         | Средне-Невский ССЗ | 205    | 03.05.1983    | 01.08.1985    | 31.10.1986   | БФ               | Списан в 2022 году.                                   |

### Ракетные катера проектов 12411 (12411-М)
| №  | Название                   | Верфь              | Зав. № | Дата закладки | Спуск на воду | Ввод в строй | Флот | Состояние                                   |
| -- | -------------------------- | ------------------ | ------ | ------------- | ------------- | ------------ | ---- | ------------------------------------------- |
| 16 | «Р-46»                     | Приморский ССЗ     | 402    | 21.03.1976    | 20.03.1980    | 29.12.1981   | ЧФ   | Списан 17.12.1994.                          |
| 17 | «Р-66»                     | Хабаровский ССиМЗ  | 905    |               |               | 31.05.1985   | ТОФ  | Списан 04.08.1995.                          |
| 18 | «Р-85»                     | Хабаровский ССиМЗ  | 906    |               |               | 30.09.1985   | ТОФ  | Списан 16.03.1998.                          |
| 19 | «Р-103»                    | Хабаровский ССиМЗ  | 907    |               |               | 31.05.1985   | ТОФ  | Списан 16.03.1998.                          |
| 20 | «Р-113»                    | Хабаровский ССиМЗ  | 908    |               |               | 30.12.1985   | ТОФ  | Списан 17.07.1997.                          |
| 21 | «Р-158»                    | Хабаровский ССиМЗ  | 909    |               |               | 30.10.1986   | ТОФ  | Списан 31.07.1996.                          |
| 22 | «Р-76»                     | Хабаровский ССиМЗ  | 910    |               |               | 30.12.1986   | ТОФ  | Списан 31.07.1996.                          |
| 23 | «Р-83»                     | Хабаровский ССиМЗ  | 911    |               |               | 30.12.1986   | ТОФ  | Списан 03.05.2001.                          |
| 24 | «Р-229»                    | Хабаровский ССиМЗ  | 912    |               |               | 30.09.1987   | ТОФ  | Списан 10.04.2002.                          |
| 25 | «Р-230»                    | Хабаровский ССиМЗ  | 913    |               |               | 30.12.1987   | ТОФ  | Списан 17.07.1997.                          |
| 26 | «Р-240»                    | Хабаровский ССиМЗ  | 914    |               |               | 30.10.1988   | ТОФ  | Списан 10.04.2002.                          |
| 27 | «Р-261»                    | Хабаровский ССиМЗ  | 915    |               |               | 31.12.1988   | ТОФ  | В строю                                     |
| 28 | «Р-271»                    | Хабаровский ССиМЗ  | 916    |               |               | 05.09.1989   | ТОФ  | Списан 22.06.2005.                          |
| 29 | «Р-442»                    | Хабаровский ССиМЗ  | 917    |               |               | 16.12.1989   | ТОФ  | Списан 22.06.2005.                          |
| 30 | «Р-297»                    | Хабаровский ССиМЗ  | 918    |               |               | 08.09.1990   | ТОФ  | В строю                                     |
| 31 | «Р-298»                    | Хабаровский ССиМЗ  | 919    |               |               | 31.12.1990   | ТОФ  | В строю                                     |
| 32 | «Р-11»                     | Хабаровский ССиМЗ  | 920    |               |               | 01.09.1991   | ТОФ  | В строю                                     |
| 33 | «Р-14»                     | Хабаровский ССиМЗ  | 921    |               |               | 28.12.1991   | ТОФ  | В строю                                     |
| 34 | «Р-18»                     | Хабаровский ССиМЗ  | 922    |               |               | 24.08.1992   | ТОФ  | В строю                                     |
| 35 | «Р-19»                     | Хабаровский ССиМЗ  | 923    |               |               | 07.12.1992   | ТОФ  | В строю                                     |
| 36 | «Р-20»                     | Хабаровский ССиМЗ  | 924    | 1989          | 17.10.1991    | 18.11.1993   | ТОФ  | В строю                                     |
| 37 | «Р-24»                     | Хабаровский ССиМЗ  | 925    | 1989          | 06.12.1991    | 27.12.1994   | ТОФ  | В строю                                     |
| 38 | «Р-29»                     | Хабаровский ССиМЗ  | 926    | 1992          | 29.01.2001    | 27.09.2003   | ТОФ  | В строю                                     |
| 39 | «Р-47»                     | Средне-Невский ССЗ | 206    | 02.06.1983    | 21.08.1986    | 13.02.1987   | БФ   | Списан в 2017 году. Музей в г. Кронштадт    |
| 40 | «Р-60»                     | Средне-Невский ССЗ | 207    | 10.12.1985    | 30.12.1986    | 12.12.1987   | ЧФ   | Установлен ЗАК «Палаш». В строю             |
| 41 | «Р-160» «МАК-160»          | Средне-Невский ССЗ | 208    | 27.02.1986    | 29.09.1987    | 08.08.1988   | КФл  | Списан в 2018 году.                         |
| 42 | «Р-187» «Заречный»         | Средне-Невский ССЗ | 209    | 18.07.1986    | 16.04.1988    | 04.03.1989   | БФ   | В строю                                     |
| 43 | «Р-239» «Набережные челны» | Средне-Невский ССЗ | 210    | 05.10.1987    | 30.12.1988    | 21.09.1989   | ЧФ   | В строю                                     |
| 44 | «Р-334» «Ивановец»         | Средне-Невский ССЗ | 211    | 04.01.1989    | 28.07.1989    | 30.12.1989   | ЧФ   | Затонул 31.01.2024 после атаки БЭНА Украины |
| 45 | «Р-109»                    | Средне-Невский ССЗ | 212    | 24.07.1989    | 13.04.1990    | 20.10.1990   | ЧФ   | Списан в 2021 году.                         |
| 46 | «Р-291» «Димитровград»     | Средне-Невский ССЗ | 213    | 25.07.1989    | 19.10.1990    | 30.05.1991   | БФ   | В строю                                     |
| 47 | «Р-293» «Моршанск»         | Средне-Невский ССЗ | 214    | 30.04.1991    | 23.08.1991    | 17.02.1992   | БФ   | В строю                                     |
| 48 | «Р-2» «Чувашия»            | Средне-Невский ССЗ | 215    | 13.06.1991    | 26.05.1994    | 26.02.2000   | БФ   | В строю                                     |

### Ракетные катера проектов 12418 и 12421
| №  | Название                                                        | Верфь              | Зав. №     | Борт. № | Дата закладки | Спуск на воду | Ввод в строй | Флот           | Состояние                   |
| -- | --------------------------------------------------------------- | ------------------ | ---------- | ------- | ------------- | ------------- | ------------ | -------------- | --------------------------- |
| 49 | Проект 12418.                                                   | ССЗ «Вымпел»       |            | ???     |               | 29.09.2006    | 2007         | ВМС Вьетнама   | В строю                     |
| 50 | Проект 12418.                                                   | ССЗ «Вымпел»       |            | ???     |               | 2007          | 2007         | ВМС Вьетнама   | В строю                     |
| 51 | Edermen. Заложен по проекту 12411М, достроен по проекту 12418.  | Средне-Невский ССЗ | 216        | 828     | 03.2009       | 08.2010       | 06.2011      | ВМС Туркмении  | В строю                     |
| 52 | Gayratly. Заложен по проекту 12411М, достроен по проекту 12418. | Средне-Невский ССЗ | 217        | 829     | 07.2009       | 05.2011       | 10.2011      | ВМС Туркмении  | В строю                     |
| 53 | Ahmed Fadel («Р-32» до 04.08.2016). Проект 12421.               | ССЗ «Вымпел»       | 01300/ 700 | 801     | 27.01.1994    | 1999          | 23.05.2000   | ВМС Египта     | В строю                     |
| 54 | «Ступинец» Заложен по проекту 12421, достроен по проекту 12418. | ССЗ «Вымпел»       | 01301      | 705     | 2016          | 29.07.2024    | 2025         | ВМФ России КФл | Заводские ходовые испытания |
| 55 | «???» Заложен по проекту 12421, достраивается по проекту 12418. | ССЗ «Вымпел»       | 01302      | ???     | 2016          | 2025          | 12.2025      | ВМФ России ЧФ  | Готовится к спуску на воду  |

## Служба

### Организационно-штатная структура
Все ракетные катера проекта 1241 по мере вступления в состав ВМФ СССР сводились в первичные тактические соединения флота — дивизионы ракетных катеров, в свою очередь включавшиеся в бригады ракетных катеров советского флота.

## Операторы
Современные
- Россия — 16 ракетных катеров проекта 12411М, 1 проходит испытания, 1 готовится к спуску на воду.
- Болгария — 1 ракетный катер проекта 1241.1.
- Румыния — 3 ракетных катера проекта 1241РЭ.
- Индия — 6 ракетных катеров проекта 1241РЭ, 12418.
- Вьетнам — 10 (всего заказано 12) ракетных катеров проекта 12418[34][35][36][37].
- Туркменистан — 2 ракетных катера проекта 12418[38].
- Йемен — 2 ракетных катера проекта 1241РЭ.
- Египет — 1 ракетный катер проекта 12421.
- Ирак — 1 ракетный катер проекта 1241РЭ.

Бывшие
- СССР — 13 катеров проекта 1241Т, 34 катера проекта 12411, 1 катер проекта 1241РЭ, 1 катер проекта 12417.
- Украина — 2 ракетных катера проекта 1241.1.
- ГДР — 5 ракетных катеров проекта 1241РЭ.
- ФРГ — катера достались от ГДР после объединения Германии. Катер проекта 1241 РЭ «Hiddensee» (бывший «Rudolf Egelhofter») в 1991 году переправлен сухогрузом в США в город Соломон, где прошёл всесторонние испытания. Катер ВМФ ГДР «Ганс Беймлер» (Hans Beimler), № 575, находится в качестве музея в Пенемюнде. Остальные вероятно отправлены на слом как и многие другие корабли советских проектов.
- Польша — 4 ракетных катера проекта 1241РЭ приняты в состав ВМС Польши в 1983—1989 годах. Первые два катера, «Гурник» («Górnik») и «Хутник» («Hutnik»), были выведены из состава ВМС в мае 2005 года. А 3 декабря 2013 года сняты с вооружения последние два катера, «Металёвец» («Metalowiec») и «Рольник» («Rolnik»)[39].

## Оценка проекта
При достаточно скромном вооружении (те же 4 ПКР, что и у проекта 205, но c добавлением облегчённой 76-мм артустановки) водоизмещение ракетного катера в 2,5 раза превысило водоизмещение малого ракетного катера проекта 205 при одинаковой с ним скорости хода и сниженной на 40 % дальности плавания, однако при этом улучшились условия проживания на борту и несения службы экипажами в море.
Сравнение ракетных катеров проекта 1241 с германскими ракетными катерами проектов 143 и 148 показывает, что по возможностям управляемого ракетного оружия (комплекса противокорабельных ракет «Москит») они имеют преимущество, но уступают по возможностям ПВО, в особенности после принятия на вооружение последних ЗРК самообороны SeaRAM. При большей скорости полного хода катер проекта 1241 уступает немецким аналогам в дальности плавания полным ходом.